# Corneilla-de-Conflent
Corneilla-de-Conflent (in catalano Cornellà de Conflent) è un comune francese di 471 abitanti situato nel dipartimento dei Pirenei Orientali nella regione dell'Occitania.

## Geografia fisica

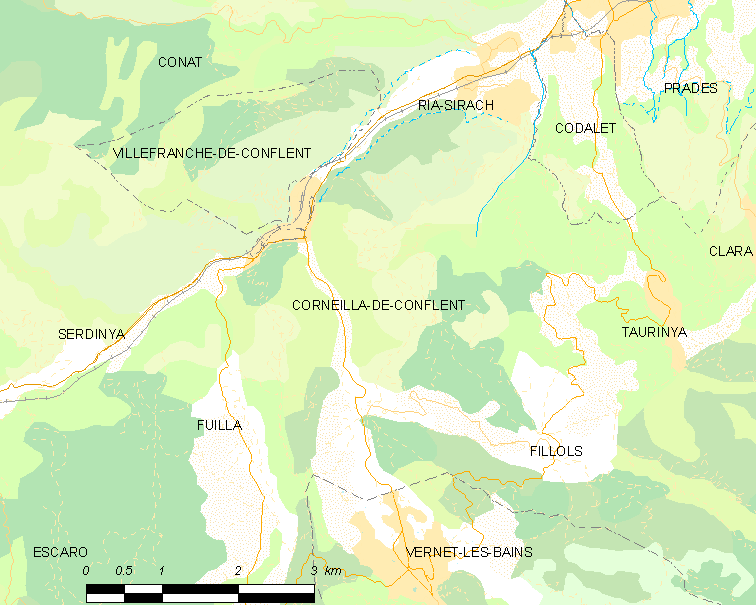
Situazione di Corneilla-de-Conflent

## Società

### Evoluzione demografica
Abitanti censiti